# 슬로우뉴스
슬로우뉴스는 2012년 3월 26일에 창간한 대한민국의 인터넷 신문이다. 편집팀은 17명으로 구성되어 있으며 직업은 다양하다. 속도가 생명인 시대의 대안 매체로서 "상상과 감성과 이성이 조화롭게 공존하는 쉼표의 공간"을 표방하고 있다.

## 표방하는 가치
슬로우뉴스(Slow News)는 2012년 3월 26일 “빠른 것은 좋다. 느린 것은 더 좋다”를 모토로 창립하였다. 이 모토는 기존의 언론이 속보 경쟁을 통해 더 풍부한 맥락과 깊이 있는 성찰과 같은 언론의 중요한 역할을 잃어버렸다는 취지에서 나온 것이다. 슬로우뉴스는 창립 특집을 통해 “속보와 특종은 과대평가되었다” 고 주장하고, 이러한 특종 경쟁으로 기성 언론들이 삼성과 애플간의 소송전과 같은 뉴스를 전하면서 오보를 남발하였음을 지적하며, 슬로우 뉴스는 이러한 언론 현실에 대한 대안으로 “느리지만 한 번 더 생각하는” 뉴스가 될 것이라 표방하였다.

## 주요 활동
2012년 제18대 대통령 선거 후보자 토론 팩트 체크를 통해 대한민국 선거 역사상 최초로 대통령 후보자 토론 전체를 검증 텍스트로 하여 후보자 발언의 사실 여부를 체크했고, 후에 이 내용은 전자책으로도 출간되었다.
2013년 5월 오픈넷과 함께 액티브엑스 폐지 서명운동인 'NoActiveX'를 진행했다.
한겨레경제연구소장을 역임한 이원재의 저서 《이상한 나라의 정치학》(2013년)에서는 슬로우뉴스를 느리지만 편집진이 함께 성찰하고 합의하며 만드는 기사를 쓰는 미디어로 소개하며 미래형 미디어의 한 예로 슬로우뉴스를 언급하기도 했다.
2013년 11월 28일 개제된 “종북 셀프 테스트”는 페이스북과 같은 소셜 네트워크 서비스에서 공유되어 화제를 모았다.

## 출판물
- 《2012 대선 팩트체크》. 전자책나무. 2013년. ISBN 4808996891956